# أليكسي لوباتين
أليكسي لوباتين (12 مارس 1985 - ) هو لاعب كرة قدم روسي في مركز الدفاع. لعب مع لوكوموتيف موسكو وFC Spartak Tambov ‏ وFC Metallurg Lipetsk ‏ وFC Yelets ‏.